# Суходоли (Золочівський район)
Суходо́ли — село в Україні, у Бродівській міській громаді Золочівського району Львівської області. До 2020 року орган місцевого самоврядування — Пониковицька сільська рада, якій були підпорядковані села: Глушин, Голосковичі, Ковпин Ставок, Косарщина та Суходоли, нині всі села колишньої Пониковицької сільської ради підпорядковані Бродівській міській громаді. Населення становить близько 674 осіб.

## Географія
Село Суходоли розташоване за 96 км від обласного центру, за 29 км від районного центру, за 10 км від центру громади, що проходять автошляхами обласного та місцевого значення. За 9 км розташована найближча залізнична станція Пониковиця.

## Населення
Станом на 1 січня 1939 року в селі Суходоли мешкало 1330 осіб, з них 1100 українців-греко-католиків, 150 українців-римокатоликів, 40 поляків та 40 євреїв. За даними всеукраїнського перепису населення 2001 року в селі мешкало 674 особи.
Мова
Розподіл населення за рідною мовою за даними перепису 2001 року був наступним:
| українська | 671 | 99,55 |
| російська  | 2   | 0,30  |
| інші       | 1   | 0,15  |

## Історія
12 червня 2020 року, відповідно до розпорядження Кабінету Міністрів України № 718-р «Про визначення адміністративних центрів та затвердження територій територіальних громад Львівської області», село увійшло до складу Бродівської міської громади. 19 липня 2020 року, в результаті адміністративно-територіальної реформи та ліквідації Бродівського району, село увійшло до складу новоствореного Золочівського району.

## Релігійне життя
У центрі села на головній вулиці розташована церква Вознесіння Господнього, збудована у 1898 році. Вівтарем вона орієнтована на схід, головним фасадом  — до вулиці. Поряд з церквою розташована дерев'яна дзвіниця.
На початок 1938 року, згідно з опублікованим того року шематизмом Львівської архиєпархії, в селі Суходоли діяла греко-католицька парафія, що належала до Брідського деканату і завідателем якої був о. Іван Наумів до 1946 року. Варто зазначити, що о. Іван народився у православній родині на Волині та перейшов на унію лише при вступі до Львівської греко-католицької духовної семінарії у 1925 році.

## Відомі люди
- Стеблій Феодосій Іванович — кандидат історичних наук, завідувач відділу нової історії України Інституту українознавства імені Івана Крип'якевича НАН України.